# 29824 Kalmančok
(29824) Kalmančok, denumire internațională (29824) Kalmancok, este un asteroid din centura principală de asteroizi.

## Descriere
29824 Kalmančok este un asteroid din centura principală de asteroizi. A fost descoperit pe 23 februarie 1999 la Modra de L. Kornos și J. Toth. Asteroidul prezintă o orbită caracterizată de o semiaxă mare de 3,17 ua, o excentricitate de 0,16 și o înclinație de 2,5° în raport cu ecliptica.